# 志願者站
志願者站（法語：Volontaires）是巴黎地鐵的一個車站。志願者站位於巴黎十五區志願者路和沃日拉爾路的路口，是巴黎地鐵12號線的車站。志願者站開通於1910年11月5日，是南北公司A線的車站，在1931年3月27日改為巴黎地鐵12號線的車站。

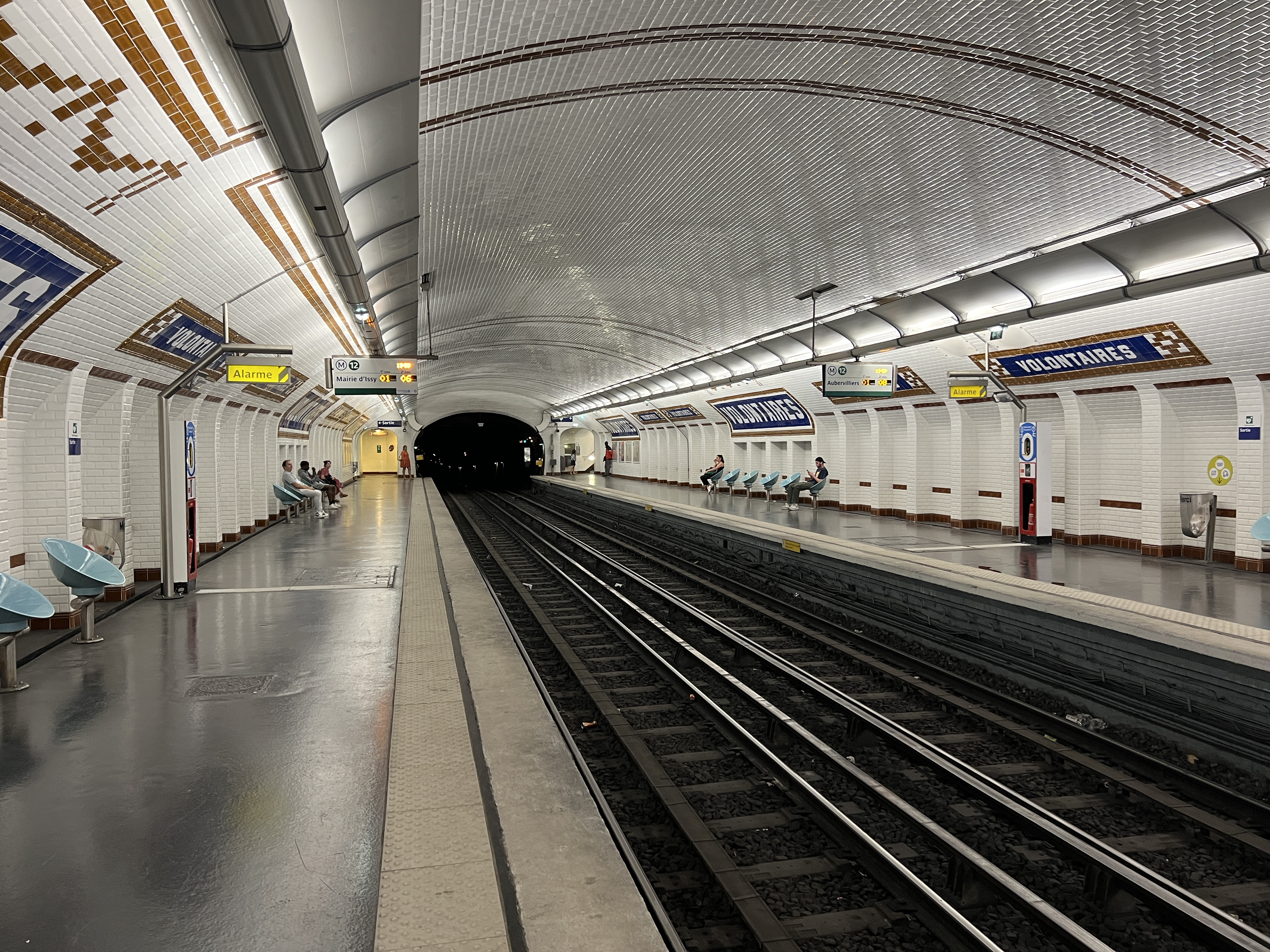
月台（2022年7月）

## 車站結構
| 街道層     |                    |                            |
| B1         | 夾層               |                            |
| 12號線月台 | 側式月台，右側開門 | 側式月台，右側開門         |
| 12號線月台 | 南行               | 往伊西市政府（沃吉拉）     |
| 12號線月台 | 北行               | 往奧貝維埃市政府（巴斯德） |
| 12號線月台 | 側式月台，右側開門 |                            |